# Tonneau (carrosserievorm)

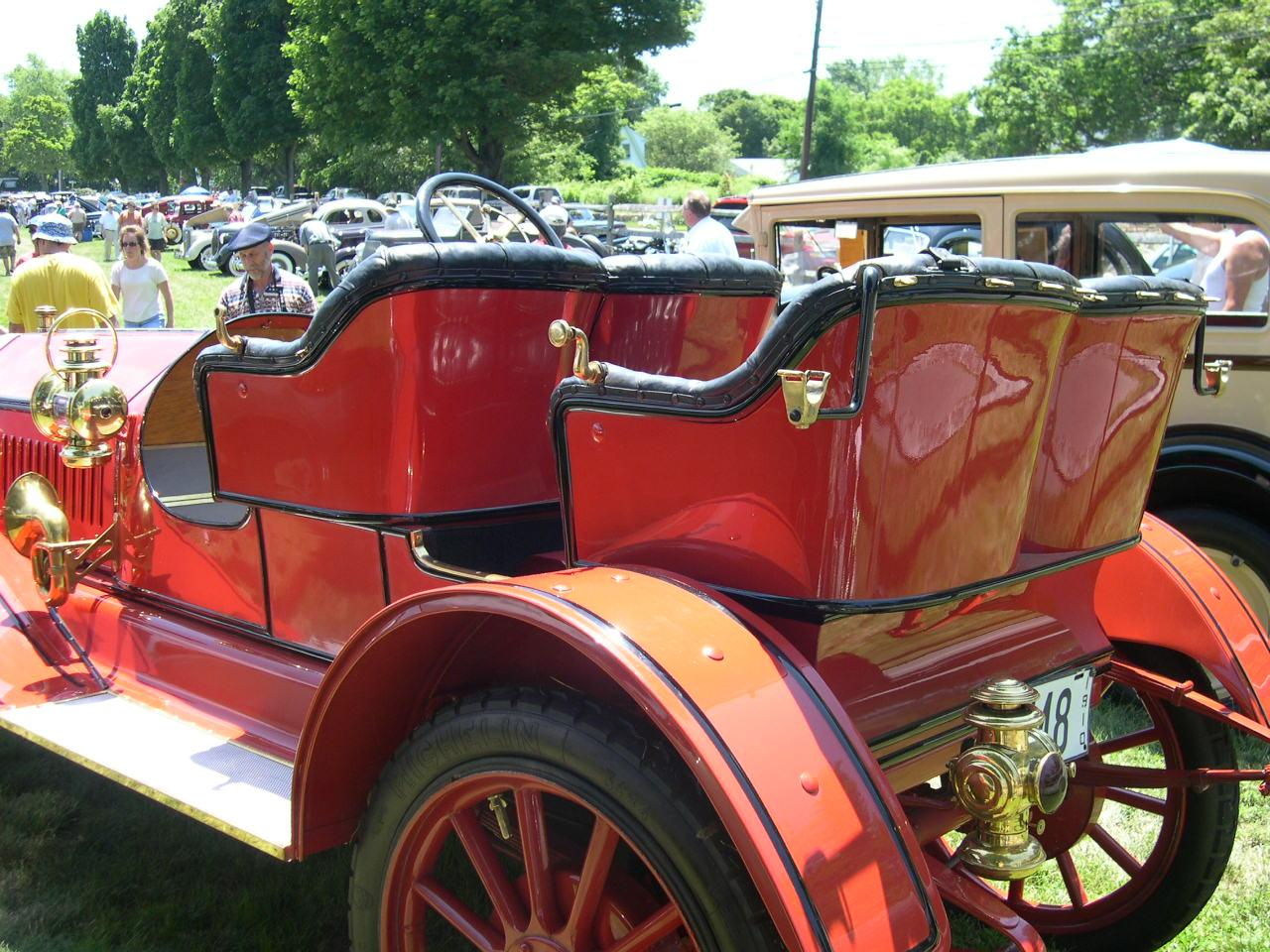
Buick Tonneau (1910)

Een tonneau is een carrosserievorm voor een open auto die gebruikt werd in het begin van de twintigste eeuw, maar al voor 1940 volledig verdwenen was. Het is het auto-equivalent van de gelijknamige paardenkoets.
Een tonneau heeft een voorbank en een zijdelings gesloten achterruimte met twee zitplaatsen, die toegankelijk zijn via een centrale achterdeur. Typerend zijn de rondingen van de rugleuningen van de achterbank, gelijkend op een ton of vat (Frans: "tonneau"). De passagiers op de achterbank zaten licht naar elkaar toegedraaid.
De meeste tonneau-carrosserieën waren permanent aan de auto bevestigd, maar sommige konden ook worden verwijderd, zoals bijvoorbeeld bij de Crestmobile Model D Tonneau uit 1904.
Latere tonneau's hadden, in combinatie met een langere wielbasis, vaak ook één of twee zijdeuren voor het instappen. Peerless bouwde de eerste tonneau met zij-ingang, en al snel volgden andere fabrikanten. Dit leidde uiteindelijk tot de ontwikkeling van de moderne sedans, waarbij Cadillac in 1910 de eerste vierdeurs auto met gesloten carrosserie op de markt bracht.

## Na 1945

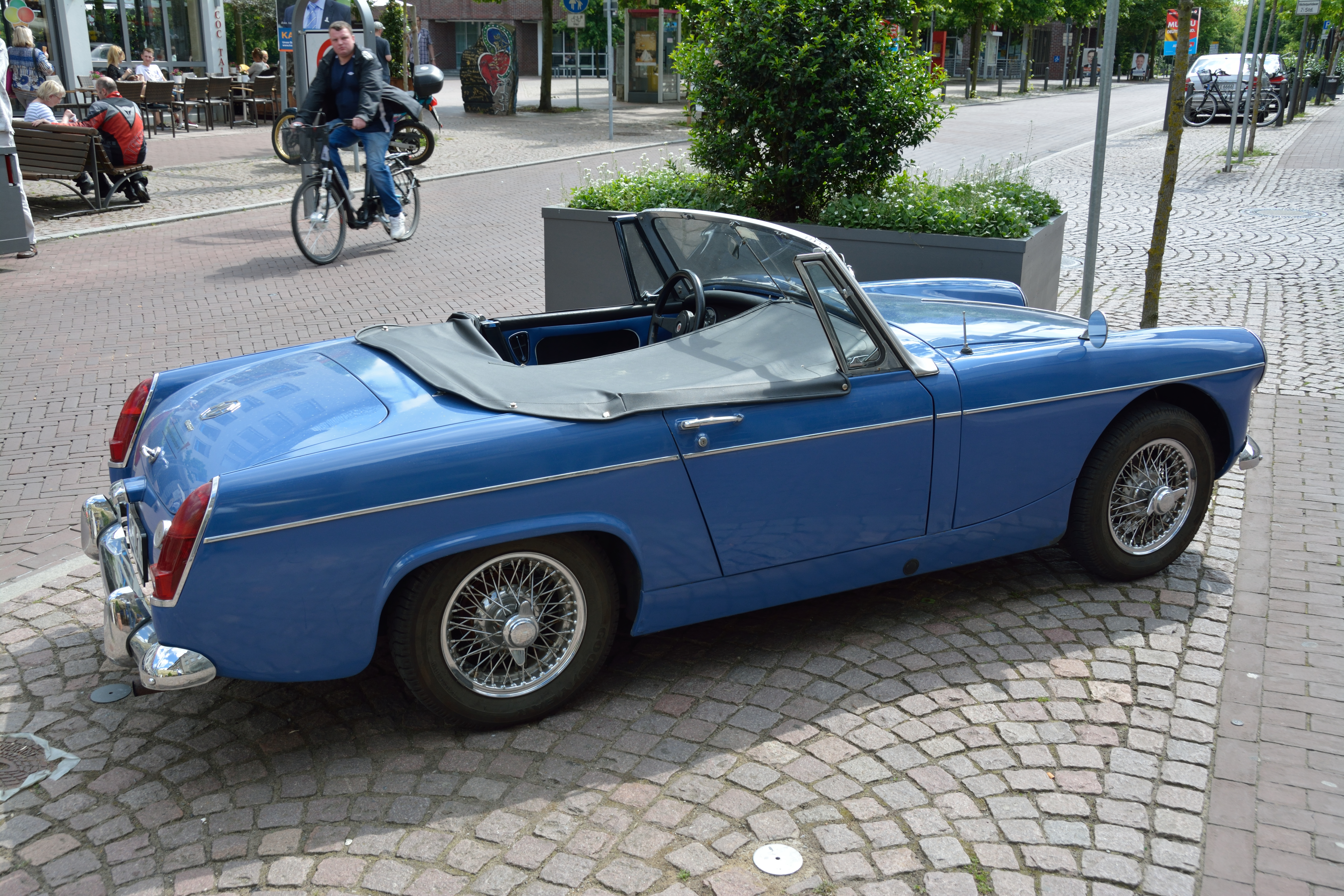
MGB met tonneau voor de passagiersstoel

Na de Tweede Wereldoorlog wordt de term tonneau in de Engelstalige wereld gebruikt om een laadruimte achter de voorstoelen aan te duiden, bijvoorbeeld bij een pick-up. Een tonneau cover is een hoes gemaakt van canvas of kunststof waarmee een dergelijke laadruimte afgedekt kan worden.
Lederen of kunstlederen hoezen voor de passagiersstoel in roadsters, zoals bijvoorbeeld bij de MGB, worden in het Engels ook wel tonneau genoemd.